# Promise/Star
「Promise／Star」（プロミス/スター）は、2005年9月7日に発売された倖田來未の18枚目のシングルである。発売元はrhythm zone。

## 解説
前作「flower」からわずか1ヵ月後に発売された両A面シングルで、ベストアルバム『BEST〜first things〜』の先行シングルである。
「CDのみ」「CD＋DVD」の2形態での発売。
ジャケットは、表側が「Promise」・裏側が「Star」仕様になっている。
「Promise」は、第20回日本ゴールドディスク大賞の授賞式で大トリとしても歌われた。PVには俳優の内田朝陽が出演し、結婚直前に亡くなってしまう恋人を演じている。
本作以降、次作シングル「you」を皮切りに、12週連続シングルリリースという世界初の試みが成されることになる。

## 収録曲

### CD
（全作詞：Kumi Koda）
1. Promise [4:46]
作曲・編曲：Daisuke"D.I"Imai
2. Star [4:04]
作曲：Kousuke Morimoto
編曲：h-wonder
3. Promise (Instrumental) [4:46]
4. Star (Instrumental) [4:03]

### DVD
1. Promise (MUSIC VIDEO)
「結婚直前での恋人の死」がテーマということもあり、ウェディングドレス姿を披露している。
2. Star 〜Short Version〜 (MUSIC VIDEO)
本作のみに収録のクリップ。ただし、フルバージョンは制作されていない。
3. Making of Promise & Star

## タイアップ
- テレビ朝日系『奇跡の扉 TVのチカラ』EDテーマ (#1)
- ニンテンドーDS用ゲームソフト『うる星やつら エンドレスサマー』テーマソング (#2)

## 収録アルバム
- Promise
  - 『BEST 〜first things〜』
  - 『BEST 〜BOUNCE & LOVERS〜』
  - 『WINTER of LOVE』
  - 『BEST 〜2000-2020〜』(ファンクラブ限定盤)
- Star
  - 『BEST 〜first things〜』
  - 『BEST 〜2000-2020〜』(ファンクラブ限定盤)

## 収録ライブ映像
- Promise
  - 『LIVE TOUR 2005 〜first things〜 deluxe edition』
    - 『BEST 〜second session〜』(LIMITED EDITIONのみ付属)

  - 『KODA KUMI 10th Anniversary 〜FANTASIA〜 in TOKYO DOME』(メドレー)
    - 『MY NAME IS...』(ファンクラブ限定盤)

  - 『KODA KUMI Premium Night 〜Love & Songs〜』(メドレー)
  - 『Koda Kumi 15th Anniversary First Class 2nd LIMITED LIVE at STUDIO COAST』(WALK OF MY LIFE、ファンクラブ限定盤)
- Star
  - 『LIVE TOUR 2005 〜first things〜 deluxe edition』
    - 『BEST 〜second session〜』(LIMITED EDITIONのみ付属)